# Entamoeba coli
Az Entamoeba coli az Amoebozoa törzs egy faja, amely az ember vastagbélflórájának tagja lehet, s ilyenkor a székletben is megtalálható. Betegséget nem okoz, ellentétben közeli rokonával, az Entamoeba histolytica fajjal.

## Leírás
A trofozoita mérete 20–40 μm. Az E. histolytica trofozoitával ellentétben ez nem tartalmaz fagocitált vörösvértesteket.
A ciszta 15–30 μm átmérőjű, s általában nyolc magot tartalmaz.
Az Entamoeba coli-t és a Entamoeba histolytica-t az alábbi szempontok alapján különböztethetjük meg egymástól:
|                                | E. coli   | E. histolytica |
| ------------------------------ | --------- | -------------- |
| Vörösvértestek a trofozoitában | nincsenek | gyakran vannak |
| Trofozoita mérete              | 20-40 μm  | 10-50 μm       |
| Ciszta mérete                  | 15-30 μm  | 6-25 μm        |
| Magok száma a cisztában        | 1-8       | 1-4            |

Megjegyzés: Az Entamoeba coli rövidítése: E. coli – azonban e rövidítés alatt sokkal gyakrabban értenek egy bélbaktériumot, az Escherichia coli-t. (A „colon” szó latinul vastagbelet jelent.)